# Drittes Alter
Der Begriff Drittes Alter oder auch Drittes Lebensalter beschreibt die aktive Lebensphase nach dem Berufsleben, die in relativer Gesundheit verbracht werden kann. Das Konzept hat zu einem differenzierteren Verständnis des Alterns geführt. Es betont die Potenziale und Chancen dieser Lebensphase, die oft noch nicht als „alt“ im traditionellen Sinne wahrgenommen wird.

## Merkmale
Die Lebensphase des Dritten Alters zeichnet sich durch folgende Aspekte aus:
- Weitgehend erhaltene körperliche und geistige Kompetenzen,
- Befreiung von beruflichen und familiären Verpflichtungen,
- Gute Gesundheit und selbständige, aktive Lebensführung,
- Persönliche, soziale und finanzielle Sicherheit,
- Möglichkeit zu Neuorientierung und persönlicher Entfaltung.[3]

## Abgrenzung zum vierten Lebensalter
Das dritte Lebensalter unterscheidet sich durch die vorhandene Unabhängigkeit deutlich vom vierten Lebensalter (Hochaltrigkeit). Der Satz „Erst agil, dann fragil“ drückt den Übergang vom dritten ins vierte Lebensalter mit zunehmendem Verlust der Unabhängigkeit aus.
Eine zeitliche Abgrenzung ist schwierig. Am häufigsten beginnt das dritte Lebensalter zwischen dem 60. und 70. Lebensjahr und erstreckt sich bis etwa zum 80. oder 90. Lebensjahr. Zwei britische Wissenschaftler, der Alterssoziologe Paul Higgs und der Gerontologe Chris Gilleard, beschreiben das vierte Alter als „eine Arena des inaktiven, ungesunden, unproduktiven und letztlich erfolglosen Alterns“.

## Begriffsgeschichte
Der Begriff Drittes Alter wurde maßgeblich von dem britischen Historiker und Gerontologen Peter Laslett geprägt. Laslett entwickelte dieses Konzept in den 1980er Jahren, um eine differenziertere Betrachtung des Alterns zu ermöglichen. Er unterteilte den Lebenslauf in vier Phasen: (1) Kindheit und Jugend, (2) Erwachsenenalter mit Erwerbstätigkeit und Familiengründung, (3) Das „Dritte Alter“ nach dem Berufsleben und (4) Hohes Alter mit zunehmender Gebrechlichkeit. Mit der Einführung des Begriffs „Drittes Alter“ wollte Laslett die Aufmerksamkeit auf eine neue, historisch einzigartige Lebensphase lenken. Diese Phase zeichnet sich gemäß ihm durch relative Gesundheit, Aktivität und Unabhängigkeit aus und bietet Möglichkeiten zur persönlichen Entfaltung und gesellschaftlichen Teilhabe. Lasletts Konzept hat wesentlich dazu beigetragen, die Sichtweise auf das Altern zu verändern und die Potenziale dieser Lebensphase stärker in den Fokus zu rücken. Es hat sowohl in der Gerontologie als auch in der öffentlichen Wahrnehmung eine bedeutende Rolle gespielt und zu einem differenzierteren Verständnis des Alterungsprozesses beigetragen.
Die folgenden historischen und gesellschaftlichen Veränderungen im 20. Jahrhundert haben diese Entwicklung ermöglicht:
- Verlängerung der Lebenserwartung: Die durchschnittliche Lebenserwartung stieg im Laufe des 20. Jahrhunderts deutlich an. Dies führte zu einer Verlängerung der Lebensphase nach dem Erwerbsleben, die zuvor oft nur sehr kurz war oder gar nicht existierte.
- Einführung der Rentenversicherung: Die Etablierung staatlicher Rentensysteme schuf eine klar definierte nachberufliche Lebensphase. Bei der Einführung der gesetzlichen Rentenversicherung lag das Renteneintrittsalter noch nahe an der durchschnittlichen Lebenserwartung.
- Verbesserung der Gesundheit im Alter: Fortschritte in Medizin und Lebensstandard führten dazu, dass viele Menschen auch nach dem Renteneintritt noch lange gesund und aktiv blieben (Aktives Altern).
- Wandel der Denkweisen: Das traditionelle Defizitmodell des Alters, das vor allem Abbau und Verluste betonte, wurde zunehmend in Frage gestellt. Stattdessen rückten die Potenziale und Chancen des Alters in den Fokus.[10]

Diese Entwicklungen haben eine Unterscheidung zwischen einem „jungen“ und einem „alten“ Alter ermöglicht.

## Ähnliche Konzepte
Obwohl der Begriff Drittes Alter erst in den 1980er Jahren von Peter Laslett geprägt wurde, lassen sich historische Beispiele für ähnliche Konzepte in verschiedenen Kulturen finden:
In der griechischen und römischen Antike gab es durchaus Vorstellungen von einer aktiven Lebensphase nach dem Erwerbsleben. Philosophen wie Cicero beschrieben das Alter als Zeit der Weisheit und des gesellschaftlichen Engagements. Ältere Bürger übernahmen oft wichtige politische und beratende Funktionen.
In der traditionellen chinesischen Kultur weist das Konzept des „ehrwürdigen Alters“ Parallelen zum Dritten Alter auf. Ältere Menschen genossen hohes Ansehen und wurden als Quelle der Weisheit betrachtet. Sie übernahmen oft wichtige Rollen in Familie und Gemeinschaft.
In vielen indigenen Gesellschaften hatten ältere Menschen eine besondere Stellung. Sie fungierten als Hüter des traditionellen Wissens. Ihre Erfahrung wurde für Entscheidungsprozesse in der Gemeinschaft geschätzt.
In den vorindustriellen europäischen Gesellschaften gab es Ansätze eines Dritten Alters. Wohlhabende Ältere zogen sich oft auf Landgüter zurück, wo sie aktiv blieben. In Zünften und Gilden übernahmen ältere Meister Lehr- und Aufsichtsfunktionen.
Es ist wichtig zu beachten, dass diese historischen Beispiele oft nur für privilegierte Gesellschaftsschichten galten. Das moderne Konzept des Dritten Alters als Massenphänomen entstand erst durch die oben beschriebenen demografischen und sozialen Veränderungen des 20. Jahrhunderts. Die heutige Vorstellung des Dritten Alters unterscheidet sich von früheren Konzepten durch die größere Verbreitung in der Gesamtbevölkerung, die längere Dauer dieser Lebensphase und die Betonung von Selbstverwirklichung und persönlicher Entwicklung.
Altersbilder und -konzepte können zwischen verschiedenen Kulturen stark variieren. Während in manchen Gesellschaften ältere Menschen hohes Ansehen genießen, ist in anderen Kulturen das Alter eher mit negativen Zuschreibungen verbunden. Diese Unterschiede verdeutlichen, dass Altersbilder kulturell konstruiert sind und nicht universell gelten. In traditionellen Gesellschaften übernehmen Ältere oft wichtige spirituelle oder beratende Funktionen, weil sie über viele alte Erkenntnisse verfügen. Wo aber altes Wissen als überholt erscheint, insbesondere in modernen Industriegesellschaften, mit der Globalisierung, dem technologischen und sozioökonomischen Wandel orientieren sich Altersrollen stärker an Konzepten wie Ruhestand und Freizeit.
Die neuere Altersforschung berücksichtigt zunehmend die Vielfalt innerhalb von Alterskohorten. Faktoren wie Geschlecht, soziale Schicht und ethnische Zugehörigkeit beeinflussen Altersbilder und -erfahrungen. Es wird betont, dass es nicht „das Alter“ als einheitliche Kategorie gibt.

## Kritik
Das Konzept des „Dritten Alters“ wird als spezifisch westliches Phänomen betrachtet und die Übertragbarkeit westlicher Alterskonzepte auf andere Kulturen in Frage gestellt. In Gesellschaften mit knappen Ressourcen müssen alle so lange sie können zum allgemeinen Wohl beitragen. Deshalb variieren die Vorstellungen davon, wann das „Alter“ beginnt, kulturell stark. In einigen Gesellschaften gilt man schon mit 50 als „alt“, in anderen erst deutlich später. Manche Kulturen betonen die Potenziale und Chancen des Alters, andere fokussieren eher auf Defizite und Verluste.